# Gregory Mairs
Gregory Mairs (* 7. Dezember 1994 in Manchester) ist ein englischer Badmintonspieler.

## Karriere
Mairs begann mit sechs Jahren Badminton zu spielen und gab 2011 sein internationales Debüt bei den Scottish Open. Im Mixed erreichte er 2015 bei den Spanish International erstmals das Endspiel eines Turniers der Badminton World Federation. Ein Jahr später zog er mit Christopher Coles ins Finale der Polish International ein. Im folgenden Jahr wurde Mairs bei den Slovenian International Zweiter, bevor er an der Seite von Jenny Moore bei den Norwegian International und den Irish Open triumphieren konnte. Außerdem erreichte er bei den nationalen Titelkämpfen im Gemischten Doppel zum ersten Mal das Endspiel. Zur Saison 2017/18 wechselte der Engländer zum Blau-Weiss Wittorf Neumünster und schaffte mit dem Verein den Aufstieg in die 1. Bundesliga. Neben zwei Silbermedaillen bei den Turkey International und den Estonian International siegte er 2018 bei den Slovenian International. Bei der Englischen Meisterschaft wurde Mairs mit Johnnie Torjussen Zweiter im Herrendoppel. 2019 verteidigte er mit Victoria Williams seinen Titel bei den Slovenian International. Bei den Estonian International wurde Mairs Zweiter im Mixed und siegte im Herrendoppel an der Seite von Peter Briggs, mit dem er auch im Finale der nationalen Meisterschaft stand. Im nächsten Jahr erspielte er bei der Englischen Meisterschaft mit Tom Wolfenden den nationalen Meistertitel. Mit seiner langjährigen Mixed-Partnerin Moore gründete Mairs 2020 außerdem den Youtube-Kanal Badminton Insight. Zur Saison 2020/21 wechselte er zum 1. BC Wipperfeld und wurde Vizemeister der Bundesliga, bevor er in der folgenden Spielzeit mit dem Verein die deutsche Mannschaftsmeisterschaft gewinnen konnte.

## Sportliche Erfolge
| Jahr | Veranstaltung                | Platz | Disziplin    | Spielpartner      |
| ---- | ---------------------------- | ----- | ------------ | ----------------- |
| 2015 | Spanish International 2015   | 2.    | Mixed        | Jenny Moore       |
| 2016 | Polish International 2016    | 2.    | Herrendoppel | Christopher Coles |
| 2017 | Slovenia International 2017  | 2.    | Mixed        | Jenny Moore       |
| 2017 | Norwegian International 2017 | 1.    | Mixed        | Jenny Moore       |
| 2017 | Irish Open 2017              | 1.    | Mixed        | Jenny Moore       |
| 2017 | Englische Meisterschaft 2017 | 2.    | Mixed        | Jenny Moore       |
| 2018 | Turkey International 2018    | 2.    | Herrendoppel | Peter Briggs      |
| 2018 | Estonian International 2018  | 2.    | Mixed        | Jenny Moore       |
| 2018 | Slovenia International 2018  | 1.    | Mixed        | Jenny Moore       |
| 2018 | Englische Meisterschaft 2018 | 2.    | Herrendoppel | Johnnie Torjussen |
| 2019 | Estonian International 2019  | 1.    | Herrendoppel | Peter Briggs      |
| 2019 | Estonian International 2019  | 2.    | Mixed        | Victoria Williams |
| 2019 | Slovenia International 2019  | 1.    | Mixed        | Victoria Williams |
| 2020 | Englische Meisterschaft 2020 | 1.    | Herrendoppel | Tom Wolfenden     |
| 2021 | Bundesliga 2020/21           | 2.    | Mannschaft   | 1. BC Wipperfeld  |
| 2022 | Bundesliga 2021/22           | 1.    | Mannschaft   | 1. BC Wipperfeld  |